# Julius Rüb
Julius Rüb (* 17. September 1886 in Hütschenhausen; † 27. Dezember 1968 in Landstuhl) war ein deutscher Landwirt und Politiker (SPD).

## Leben und Beruf
Rüb wurde als Sohn eines Landwirtes geboren. Nach dem Besuch der Kreisackerbauschule in Kaiserslautern arbeitete er im elterlichen Betrieb, den er, nachdem er seit 1908 als Schüler auf verschiedenen landwirtschaftlichen Gütern tätig war, 1911 übernahm. Anschließend war er bis 1948 als selbständiger Landwirt in Hütschenhausen tätig.

## Abgeordneter
Rüb war 1946/47 Mitglied der Beratenden Landesversammlung des Landes Rheinland-Pfalz und wurde anschließend in den Rheinland-Pfälzischen Landtag gewählt, dem er bis 1959 angehörte.

## Öffentliche Ämter
Rüb amtierte von 1920 bis 1933 sowie erneut seit 1945 als Bürgermeister der Gemeinde Hütschenhausen.

## Ehrung
Das Land Rheinland-Pfalz ehrte ihn mit der Verleihung der Freiherr-vom-Stein-Plakette.